# Erased Tapes Records

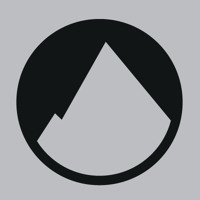
Logo

Erased Tapes Records ist ein Plattenlabel mit Sitz in London.

## Geschichte
Gegründet wurde das Label im Februar 2007 vom Deutschen Robert Raths. Der Schwerpunkt der Veröffentlichungen liegt auf Avantgarde – Neue Musik zwischen Minimal Music und Elektronische Musik. Raths definiert sein Label als „Schmelztiegel für innovative und einfallsreiche Musiker“.
Zu den bekanntesten Künstlern des Labels gehören der Deutsche Nils Frahm, der US-Amerikaner Peter Broderick, der Ukrainer Lubomyr Melnyk und der Isländer Ólafur Arnalds. Letzterer gründete das Musikprojekt Kiasmos, welches ebenfalls bei Erased Tapes Records veröffentlicht.
Ólafur Arnalds machte dabei in der Zeit seit 2007 mit mehreren ausgefallenen Album-Projekten auf sich aufmerksam. Im April 2009 veröffentlichte Arnalds zum Beispiel das aus sieben Songs bestehende Projekt Found Songs. Ziel war es, binnen sieben Tagen täglich einen Song aufzunehmen und diesen sofort via Twitter und Facebook zu verbreiten. Fans war es anschließend möglich, durch die Musik inspirierte künstlerische Arbeiten auf Flickr zu veröffentlichen. Die Stücke des Found-Songs-Projekts wurden anschließend als EP am 28. August 2009 veröffentlicht.
2012 wurde auf Erased Tapes mit Another Happy Day Arnalds erster Soundtrack für einen Hollywood-Film veröffentlicht. Das Familiendrama mit Ellen Barkin, Kate Bosworth und Demi Moore ist das Kino-Debüt von Sam Levinson, Sohn des bekannten US-Regisseurs Barry Levinson.